# Bleckeder Kleinbahn
Die Bleckeder Kleinbahn GmbH eröffnete ihre 24 km lange auch Geestrandbahn genannte Strecke von Lüneburg nach Bleckede am 15. Februar 1919.
Allerdings hatte hier vorher schon eine schmalspurige Strecke der Bleckeder Kreisbahn mit teilweise anderer Trassenführung existiert.
Die Betriebsführung hatte ab 1923 das Niedersächsische Landeskleinbahnamt inne.
1931 wurde der Landkreis Bleckede aufgelöst und dem Landkreis Lüneburg zugeschlagen, der damit auch Gesellschafter der Kleinbahn wurde. Das drückte sich in einer Umfirmierung aus, die Gesellschaft hieß nun Kleinbahn Lüneburg–Bleckede.
Ab 10. September 1943 hieß die Bahn Lüneburg–Bleckeder Eisenbahn, am 10. Juli 1944 erfolgte die Fusion zur Osthannoversche Eisenbahnen AG (OHE).
In Bleckede schloss sich seit 1943 eine 6 km lange Anschlussbahn der Hamburger Elektrizitätswerke zum Kraftwerk Ost-Hannover in Alt Garge an, die von der Bleckeder Kleinbahn und ihrer Nachfolgerin, den OHE, betrieben wurde. Der reguläre Personenverkehr wurde auf diesem Abschnitt 1954 aufgenommen.
Am 1. Juli 1922 wurde ein Eisenbahn-Ausbesserungswerk in Bleckede eröffnet, für das ab 22. Dezember 1927 eine Betriebsgesellschaft mit den Kleinbahnen Lüneburg–Soltau, Celle–Soltau, Celle–Munster und Winsen–Evendorf–Hützel bestand, die es unter dem Namen Eisenbahn-Werkstatt Bleckwerk betrieb. Dieses Werk führte mit bis zu 100 Mitarbeitern jährlich bis zu 30 Hauptuntersuchungen durch. Ab 1. Januar 1941 war es wieder alleiniges Eigentum der Kleinbahn Lüneburg–Bleckede, bis es mit der Gründung der OHE in deren Besitz überging.
Es diente allen OHE-Bahnen und darüber hinaus noch anderen Privatbahnen.
Seit 1981 organisieren die Aktiven der Arbeitsgemeinschaft Verkehrsfreunde Lüneburg e.V. Fahrten mit historischen Zügen auf den Gleisen der Bleckeder Kleinbahn von Lüneburg nach Bleckede.